# Pedras de Maria da Cruz
Pedras de Maria da Cruz est une municipalité brésilienne de l'État du Minas Gerais et la microrégion de Januária.